# Niszczyciele typu 2400-tonowego
Niszczyciele typu 2400-tonowego – seria francuskich wielkich niszczycieli z okresu międzywojennego i II wojny światowej, składająca się z 18 jednostek należących do trzech zbliżonych podtypów: Guépard, Aigle i Vauquelin. Wszystkie trzy odmiany miały zbliżone charakterystyki, w tym wyporność standardową około 2400 ton oraz charakterystyczną sylwetkę, z czterema kominami w dwóch grupach.

## Historia powstania
Po I wojnie światowej rozwój klasy niszczycieli we Francji przebiegał dwutorowo: oprócz zwykłych niszczycieli średniej wielkości, nazywanych we Francji „torpedowcami eskadrowymi” (torpilleurs d'escadre – przede wszystkim 1300-tonowy typ Bourrasque), rozwijano klasę wielkich niszczycieli, klasyfikowanych jako „kontrtorpedowce” (contre-torpilleurs); przy tym pojęcie to miało inne znaczenie, niż używane w Polsce, gdzie kontrtorpedowcami nazywano przed wojną wszystkie niszczyciele. Była to unikalna klasa okrętów, niemająca bezpośrednich odpowiedników na świecie Na świecie określano je też jako lidery, aczkolwiek nie miały służyć do przewodzenia flotyllom zwykłych niszczycieli, lecz do działań w jednolitych zespołach. Wielkie niszczyciele miały stanowić klasę pośrednią między niszczycielami a lekkimi krążownikami i służyć do walki z okrętami nawodnymi. Ich głównymi przeciwnikami miały być niszczyciele włoskie, od których miały silniejsze uzbrojenie. W pewnym stopniu wielkie niszczyciele miały też wypełniać zadania krążownicze – działania na liniach komunikacyjnych nieprzyjaciela. Drugim parametrem, na który Francuzi kładli nacisk w konstrukcji wielkich niszczycieli, była wyjątkowo duża prędkość, umożliwiająca uniknięcie walki z krążownikami. Pierwszym typem „kontrtorpedowców” była szóstka 2100-tonowego typu Jaguar, budowanych od 1922. Ich główne parametry, jak uzbrojenie i szybkość, nie odbiegały jeszcze radykalnie od zwykłych dużych niszczycieli, lecz uległo to zmianie w kolejnym typie 2400-tonowym, który stanowił w jego kolejnych odmianach najliczniejszą serię jednostek tego rodzaju w marynarce francuskiej.
Oprócz zwiększenia rozmiarów, głównym wyróżnikiem nowych wielkich niszczycieli stało się przejście z dział kalibru 130 mm, i tak największego ze stosowanych w niszczycielach, na działa kalibru 138,6 mm. Ponadto, mocniejsze siłownie zapewniły nowym okrętom prędkość co najmniej 35–36 węzłów, a na próbach nawet rzędu 40 węzłów. Niszczyciel „Cassard” należący do ostatniego podtypu, uzyskał na próbach prędkość maksymalną aż 42,85 węzła.

## Budowa i odmiany
Pierwszym typem 2400-tonowych niszczycieli był typ Guépard, którego trzy jednostki zamówiono w ramach programu z 1925 roku i kolejne trzy – programu z 1926 roku. Okręty te wchodziły do służby w latach 1930–1931. Wyróżnia się wśród nich grupy A – trzy pierwsze jednostki („Guepard”, „Bison”, „Lion”) i B – trzy dalsze, lecz nie różniły one się znacząco. Wadą okrętów tego podtypu były działa o względnie niewielkiej szybkostrzelności i początkowo słabe przyrządy kierowania ogniem – tylko jeden dalmierz koincydencyjny, uzupełniony od 1935 drugim.

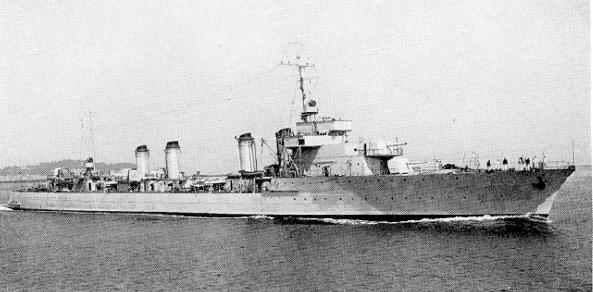
„Guepard” (grupy A)

Drugą odmianę niszczycieli 2400-tonowych stanowił typ Aigle, składający się z 6 jednostek budowanych według programu z 1927 roku (grupa C i D). Główną różnicę w porównaniu z wcześniejszym typem stanowił nowy model dział 138,6 mm, o większej szybkostrzelności. Miały one ponadto minimalnie krótszy kadłub, a ich nadbudówki różniły się w detalach. Od 1936 na okrętach typu Aigle montowano lepsze dalmierze stereoskopowe. Okręty te weszły do służby w 1932 (grupa C) i 1934 roku (grupa D).
Dwa ostatnie niszczyciele tego typu („Milan” i „Épervier” – grupa D) miały eksperymentalnie zastosowane siłownie o większej mocy, z kotłami o większym ciśnieniu pary. Pozwalało to na uzyskanie nieco większej prędkości (aż 41,9 w na próbach) i zasięgu, odróżniały się one także kształtem rufy i zaokrągloną przednią ścianą nadbudówki dziobowej. W grupie D zmieniono też uzbrojenie torpedowe – w miejsce przedniego trzyrurowego aparatu torpedowego na pokładzie w osi symetrii kadłuba zastosowano dwa dwururowe, rozsunięte ku burtom. Pojawiła się na nich także możliwość stawiania min.
Ostatnim typem 2400-tonowych niszczycieli był Vauquelin, budowany w ramach programów z 1928 i 1929 (po trzy jednostki). Zastosowano w nim ponownie siłownię o mocy, jak w grupach od A do C, lecz architekturę kadłuba, nadbudówek i uzbrojenie przejęto z grupy D. Po raz pierwszy przy budowie kadłubów stosowano spawanie. Okręty te wchodziły do służby w latach 1933–1934.

## Okręty
| Nazwa            | położenie stępki, stocznia | wodowanie   | wejście do służby | los                                    |
| Typ Guépard      | Typ Guépard                | Typ Guépard | Typ Guépard       | Typ Guépard                            |
| Grupa A          | Grupa A                    | Grupa A     | Grupa A           | Grupa A                                |
| ---------------- | -------------------------- | ----------- | ----------------- | -------------------------------------- |
| „Bison”          | 14.03.1927, AL             | 29.10.1928  | 24.10.1930        | zatopiony 3.05.1940 (niem. lotnictwo)  |
| „Guépard”        | 14.03.1927, AL             | 19.04.1928  | 13.08.1929        | samozatopiony 27.11.1942               |
| „Lion”           | 27.07.1927, ACF            | 5.08.1929   | 5.02.1931         | samozatopiony 27.11.1942               |
| Grupa B          |                            |             |                   |                                        |
| „Vauban”         | 25.03.1929, ACF            | 01.02.1930  | 05. 02. 1931      | samozatopiony 27.11.1942               |
| „Verdun”         | 10.08.1927, ACL            | 4.07.1928   | 19.04.1930        | samozatopiony 27.11.1942               |
| Valmy”           | 5.05.1927, ACLP            | 19.05.1928  | 26.01.1930        | samozatopiony 27.11.1942               |
| Typ Aigle        |                            |             |                   |                                        |
| Grupa C          |                            |             |                   |                                        |
| „Aigle”          | 8.10.1928, ACL             | 19.02.1931  | 1.11.1932         | samozatopiony 27.11.1942               |
| „Vautour”        | 21.02.1929, FCM (H)        | 28.08.1930  | 1.06.1932         | samozatopiony 27.11.1942               |
| „Albatros”       | 30.01.1929, ACL            | 27.06.1930  | 25.01.1932        | wycof. 9.9.1959                        |
| „Gerfaut”        | 13.05.1929, ACB            | 14.06.1930  | 15.03.1932        | samozatopiony 27. 11. 1942             |
| Grupa D          |                            |             |                   |                                        |
| „Milan”          | 01. 12. 1930, AL           | 13.10.1931  | 18.05.1934        | zatopiony 8.11.1942 (am. okręty)       |
| „Épervier”       | 18. 08. 1930, AL           | 14.08.1931  | 18.05.1934        | zatopiony 9.11.1942 (bryt. okręty)     |
| Typ Vauquelin    |                            |             |                   |                                        |
| Grupa E          |                            |             |                   |                                        |
| „Vauquelin”      | 13. 03. 1930, ACF          | 29.03.1931  | 29.03.1934        | samozatopiony 27.11.1942               |
| „Kersaint”       | 19. 09. 1930, ACL          | 14.11.1931  | 14.01.1934        | samozatopiony 27.11.1942               |
| „Cassard”        | 12. 04. 1930, ACB          | 8.11.1931   | 6.10.1933         | samozatopiony 27.11.1942               |
| „Tartu”          | 14. 09. 1930, ACL          | 7.12.1931   | 8.02.1933         | samozatopiony 27.11.1942               |
| „Maillé-Brézé”   | 9.10.1930, ACLP            | 9.11.1931   | 25.04.1934        | zatonął 30. 4. 1940                    |
| „Chevalier Paul” | 28. 02. 1931, FCM (S)      | 21.03.1932  | 24.08.1934        | zatopiony 16.06.1941 (bryt. lotnictwo) |

Stocznie:
- ACB – Ateliers et Chantiers de la Bretagne, Nantes
- ACF – Ateliers et Chantiers de la France, Dunkierka
- ACL – Ateliers et Chantiers de la Loire, Saint Nazaire
- ACLP – Ateliers et Chantiers de Saint-Nazaire – Penhoët, Saint Nazaire
- AL – Arsenal de Lorient, Lorient
- FCM – Société Nouvelle des Forges et Chantiers de la Méditerranée(inne języki), Hawr (H) lub La Seyne-sur-Mer (S)

## Opis konstrukcji

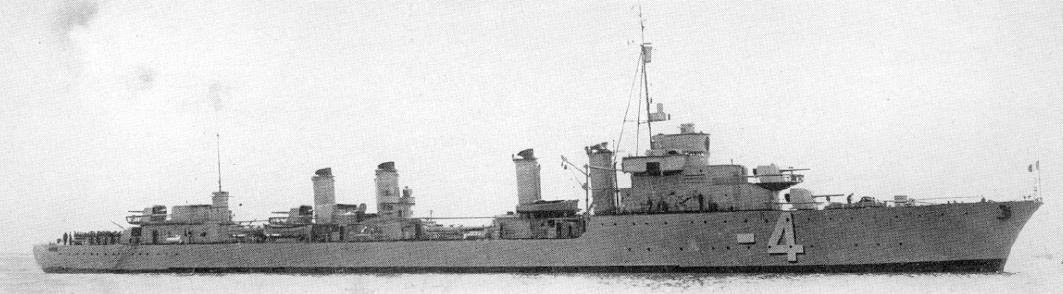
„Milan” (grupy D)

Niszczyciele typu 2400-tonowego miały ogólnie typową architekturę dla niszczycieli, z pokładem dziobowym podwyższonym na ok. 1/3 długości okrętu, lecz wyróżniały się dużymi rozmiarami i niektórymi unikalnymi cechami architektury. Przede wszystkim ich wyróżnik stanowiły cztery cienkie, pochylone kominy, w dwóch rozsuniętych grupach po dwa obok siebie, nie spotykane już w niszczycielach tego okresu. Dzięki ostrej, łukowo wygiętej dziobnicy i sporej długości, sylwetka okrętów miała dynamiczny wygląd. Nadbudówka dziobowa była rozbudowana, trzypiętrowa. Na pokładzie dziobowym umieszczone było działo nr 1 artylerii głównej z maską ochronną, drugie tuż za nim na piętrze nadbudówki (wylot lufy działa nr 2 znajdował się przed maską działa nr 1, więc nie była konieczna osłona przeciwpodmuchowa między działami, za to miały one charakterystyczne barierki wokół dział). Za działem znajdowało się drugie piętro nadbudówki, a na nim trzecie, obejmujące przeszklony pomost nawigacyjny z odkrytymi skrzydłami i z odkrytym pomostem bojowym na dachu. Forma nadbudówki różniła się w poszczególnych grupach niszczycieli. Wczesne okręty (grupy A-C) miały płaską przednią ścianę sterówki, ściętą na narożnikach, z tego grupa A miała 7 okien w przedniej ścianie, grupa B – 3 okna i grupa C – 5 okien. Okręty grupy D i E miały natomiast zaokrągloną przednią ścianę, przechodzącą w boczne. Za uskokiem pokładu była wąska nadbudówka stanowiąca podstawę dla dwóch kominów, a dalej na śródokręciu druga nadbudówka z dwoma kolejnymi kominami. Pomiędzy nadbudówkami umieszczony był pierwszy aparat torpedowy (niszczyciele grup A-C) lub znajdowały się w tym miejscu dwa aparaty torpedowe rozsunięte ku burtom (grupy D-E). Na nadbudówce śródokręcia, za drugą parą kominów, umieszczone było działo nr 3, a za nadbudówką, w osi podłużnej kadłuba rufowy aparat torpedowy. Dalej, na rufie znajdowała się nadbudówka rufowa, z dwoma działami umieszczonymi na pokładzie rufowym i nadbudówce, analogicznie, jak na dziobie. Siłownia okrętowa była rozmieszczona w czterech przedziałach wodoszczelnych w układzie naprzemiennym, zwiększającym odporność na uszkodzenia: pierwsza kotłownia, maszynownia prawej turbiny, druga kotłownia, maszynownia lewej turbiny. W kotłowniach były po dwa kotły, z indywidualnymi kominami.
Uzbrojenie artyleryjskie niszczycieli było bardzo silne – 5 pojedynczych dział kalibru 138,6 mm, które wystrzeliwały 40-kilogramowe pociski, o masie prawie dwukrotnie większej, niż typowe dla niszczycieli działa 120 mm. Wadą dział modelu 1923, zastosowanych w typie Guepard, była niewielka szybkostrzelność 5-6 strz./min., spowodowana między innymi wysokim zamocowaniem luf i niewygodnym ładowaniem. W kolejnych typach zastosowano działa nowej konstrukcji, model 1927, o szybkostrzelności praktycznej 8-10 strz./min. Z uwagi na kaliber, zapas amunicji był umiarkowany – 140 pocisków na działo. Działa były chronione lekko opancerzonymi maskami przeciwodłamkowymi.
Jak na swoją wielkość, okręty dysponowały słabym uzbrojeniem przeciwlotniczym, które stanowiły 4 mało skuteczne półautomatyczne armaty plot 37 mm, o małej szybkostrzelności oraz dwa podwójne wielkokalibrowe karabiny maszynowe 13,2 mm. W toku wojny uzbrojenie to stało się niewystarczające. Konsekwencją skupienia się na uzbrojeniu artyleryjskim było umiarkowanie silne uzbrojenie torpedowe, w postaci sześciu wyrzutni torped 550 mm w dwóch potrójnych aparatach torpedowych w osi symetrii pokładu. W grupach D i E zastosowano siedem wyrzutni torped, z jednym potrójnym aparatem w osi symetrii pokładu i dwoma podwójnymi strzelającymi tylko na jedną z burt (aparaty torpedowe na burtach były typowe raczej dla krążowników). Słabe było uzbrojenie przeciwpodwodne, gdyż zwalczanie okrętów podwodnych nie miało być według założeń zadaniem wielkich niszczycieli. Składało się z 32-44 bomb głębinowych na dwóch zrzutniach – zamontowane początkowo 4 miotacze bomb głębinowych na śródokręciu demontowano z części okrętów dla zmniejszenia masy.
W toku wojny, w latach 1940–1941 większość okrętów przeszła niewielkie modernizacje polegające na wzmocnieniu ilościowym lekkiego uzbrojenia przeciwlotniczego. Typowo dodawano 1 podwójne działko 37 mm i 2 wkm-y (grupy A-C) lub jeszcze 2 pojedyncze działka 37 mm (grupy D-E). Zdejmowano przy tym na ogół rufowy dalocelownik armat 138 mm, a na „Guepard”, „Valmy” i „Chevalier Paul” po jednym aparacie torpedowym. Na „Kersaint” zamontowano 3 automatyczne działka 25 mm Hotchkiss. Ponadto, w latach 1939–1940 „Bison”, „Vauquelin”, „Tartu”, „Vautour” i „Gerfaut”, a w 1942 „Albatros” wyposażono w brytyjską stację hydrolokacyjną Asdic.

## Służba okrętów w skrócie
Niszczyciele 2400-tonowe służyły przede wszystkim na Morzu Śródziemnym, w mniejszej ilości na Atlantyku. Organizowane były w trzyokrętowe dywizjony. Z istotniejszych wypadków przed wojną, w nocy 7/8 lutego 1939 krążownik lekki „Georges Leygues” staranował niszczyciel „Bison", urywając mu dziób tuż przed mostkiem (18 ofiar). Niszczyciel utrzymał się na wodzie, po czym był remontowany przez 6 miesięcy.
Po wybuchu wojny II wojny światowej okręty głównie patrolowały i osłaniały konwoje, bez istotniejszych wydarzeń, z wyjątkiem udziału niszczyciela „Valmy” w zatopieniu z okrętami brytyjskimi okrętu podwodnego U-55 30 stycznia 1940.
W kampanii norweskiej wzięły udział: 5 Dywizjon („Tartu”, „Chevalier Paul” i „Maillé-Brézé”) oraz 11 Dywizjon („Bison”, „Epervier”, „Milan”). 30 kwietnia 1940 „Maillé-Brézé” zatonął w Greenock w Szkocji na skutek wybuchu własnej torpedy. W toku kampanii, niemieckie lotnictwo zatopiło „Bison” 3 maja 1940 podczas ewakuacji Namsos oraz uszkodziło „Milan” 22 maja w rejonie Narwiku.
Na Morzu Śródziemnym 11 niszczycieli (1., 3., 5. i 7. Dywizjon) wraz z krążownikami ostrzelały w czerwcu 1940 włoskie porty Genuę i Vado. „Albatros" został przy tym uszkodzony pociskiem 152 mm, który wybuchł w kotłowni (12 zabitych), lecz powrócił o własnych siłach.
Po klęsce Francji, wszystkie niszczyciele 2400-tonowe pozostały pod kontrolą rządu Vichy, bazując w Tulonie lub Afryce Północnej. Podczas alianckiej inwazji na Syrię w czerwcu 1941, w portach syryjskich znajdowały się „Valmy” i „Guépard”. 9 czerwca doszło do pojedynku między nimi a brytyjskim niszczycielem HMS „Janus”, który został poważnie uszkodzony i unieruchomiony, lecz pojawienie się kolejnych niszczycieli spowodowało odwrót Francuzów do Bejrutu; uszkodzono przy tym jeszcze lekko niszczyciel HMS „Jackal”. Jako wzmocnienie wysłano z Tulonu niszczyciele „Chevalier Paul” i „Vauquelin”, transportujące ponadto amunicję dla pozostałych niszczycieli, lecz „Chevalier Paul” został 16 czerwca 1941 zatopiony przez brytyjskie samoloty torpedowe z 815. Dywizjonu 50 mil od brzegu Syrii. „Vauquelin” przedarł się do Bejrutu, gdzie 17 czerwca został uszkodzony przez lotnictwo brytyjskie. 22 czerwca niszczyciel „Guépard” został lekko uszkodzony podczas nocnej walki dwoma pociskami krążownika lekkiego HMS „Leander”. 9 lipca wszystkie trzy niszczyciele wysłano po posiłki do Salonik, lecz po ich wykryciu przez brytyjskie samoloty 200 mil przed wybrzeżem Syrii, mając żołnierzy na pokładach, zawróciły do Tulonu.
Do ponownych walk francusko-alianckich doszło podczas alianckiego desantu w Casablance, w ramach operacji Torch. Bazował tam od czasu zawieszenia broni 11. Dywizjon w składzie „Milan” i „Albatros”, a „Epervier” był w tym czasie remontowany w Oranie. 8 listopada 1942 okręty francuskie usiłowały atakować przeważający amerykański zespół Task Force 34, w składzie pancernika USS „Massachusetts” i krążowników. „Milan”, będący okrętem flagowym 2 Eskadry Lekkiej kontradmirała Gervais de Lafond, został zniszczony ogniem amerykańskim i wyrzucił się na skały, również „Albatros” został ciężko uszkodzony i osadzony na brzegu. W Oranie 9 listopada brytyjski krążownik „Aurora" z innymi okrętami zniszczył niszczyciel „Epervier”, który również wyrzucił się na plażę.
Dwanaście okrętów: „Guépard”, „Lion”, „Vauban”, „Verdun”, „Valmy”, „Aigle”, „Vautour”, „Gerfaut”, „Vauquelin”, „Kersaint”, „Cassard”, „Tartu” zostało samozatopionych podczas niemieckiej próby zagarnięcia floty francuskiej w Tulonie 27 listopada 1942.
Po przejęciu Tulonu przez Włochów, uznali oni za opłacalne podniesienie tylko dwóch okrętów: „Lion” i „Valmy”, przemianowanych na FR-21 i FR-24. FR-21 (ex. „Lion”) był gotów do wejścia do służby po remoncie w La Spezia, ale przeszkodziła temu kapitulacja Włoch, po której został 9 marca 1943 samozatopiony przez Włochów w celu uchronienia przed wpadnięciem w ręce niemieckie. FR-24 nie ukończywszy remontu został przeholowany do Genui, gdzie został zajęty przez Niemców. Nie został odbudowany, a przed wycofaniem Niemcy zatopili okręt w porcie.
Jedynym okrętem z serii niszczycieli 2400-tonowych, który przetrwał wojnę i służył w powojennej marynarce francuskiej, był „Albatros”, poważnie uszkodzony pod Casablanką, ale następnie wyremontowany. Usunięto na nim przednie kotłownie i przednią grupę kominów. Nosił po wojnie znak taktyczny D614. Wycofano go ze służby 9 września 1959.

## Dane techniczne
- wyporność:
  - standardowa: 2436 t (Guepard) – 2441 t (Aigle, Vauquelin)
  - pełna: 3200 t (Guepard) – 3140 t (Aigle, Vauquelin)
- wymiary:
  - długość: 130,2 m (Guepard) – 128,5 m (Aigle) – 129,3 m (Vauquelin)
  - długość na linii wodnej: 123,1 m (Guepard) – 122,4 (Aigle, Vauquelin)
  - szerokość: 11,76 m (Guepard) – 11,84 m (Aigle, Vauquelin)
  - zanurzenie: 4,68 – 4,97 m
- napęd: 2 turbiny parowe o mocy łącznej 64 000 KM (grupa D: 68 000 KM), 4 kotły parowe), 2 śruby
- prędkość maksymalna: 36 w (na próbach wyższa)
- zasięg: 3650 Mm przy prędkości 18 w
- zapas paliwa: 572-575 t mazutu
- załoga: 323

Uzbrojenie i wyposażenie:
- 5 dział kalibru 138,6 mm Modele 1923 (Guepard) lub Modele 1927 (Aigle, Vauquelin) w pojedynczych stanowiskach, osłoniętych maskami (5xI)
  - Mle 1923: długość lufy L/40 (40 kalibrów), kąty podniesienia -10°+35°, donośność maksymalna 19 000 m, masa pocisku 40,4 kg, szybkostrzelność 5-6 strz/min[10]
  - Mle 1927: długość lufy L/40 (40 kalibrów), kąty podniesienia -5°+28°, donośność maksymalna 16 600 m, masa pocisku 40,4 kg, szybkostrzelność 8-10 strz/min[10]
- 4 działka przeciwlotnicze 37 mm Modele 1925, półautomatyczne (4xI)
- 4 wkm 13,2 mm Hotchkiss (2xII)
- 6 (grupy A-C) lub 7 (grupy D-E) wyrzutni torpedowych 550 mm (2xIII lub 1xIII, 2xII)
- 36-44 bomb głębinowych (zrzutnia bg)
- możliwość zabrania 20 min morskich (grupa D) lub 50 min (grupa E)